# Modelminderheid
Modelminderheid is een term die wordt gebruikt om een etnische, culturele of religieuze minderheidsgroep te beschrijven die het vergeleken met andere minderheden goed doen qua opleiding, werk en inkomen. Daarom worden deze groepen vaak gezien als rolmodel of referentiegroep ter vergelijking met andere minderheidsgroepen. De term modelminderheid is ontstaan in de Verenigde Staten en wordt vooral in verband gebracht met Aziatische Amerikanen. 
De term modelminderheid is controversieel vanwege de ontkenning dat sommige etnische gemarginaliseerde groepen structureel meer benadeeld worden. Dit argument wordt in Nederland gebruikt om vergelijkingen te creëren tussen Aziatische Nederlanders (specifiek die van Zuidoost-, Oost- en Zuid-Aziatische afkomst) in vergelijking met ander migrantengroepen waaronder Afro- en Marokkaanse Nederlanders. met de modelminderheidsmythe, wordt de stereotype verspreid dat Aziatische Nederlanders voorbeeldige burgers of migranten zijn, of verwacht wordt om het hoofd laag te houden en te zwijgen als ze in aanraking komen met racisme en discriminatie. Zo wordt het idee van modelminderheid als een manier om etnische, culturele of religieuze minderheden tegen elkaar uit te spelen, door bijvoorbeeld andere minderheden inferioriteit en ongelijkheid aan te meten of racisme en discriminatie richting Aziaten zelf te bagatelliseren.

## Nederland
In Nederland heeft de modelminderheidsmythe vooral betrekking op Chinese en Indonesische Nederlanders, maar ook Surinaamse Nederlanders van Aziatische oorsprong voornamelijk Hindostaanse, Javaanse en Chinese Surinamers.